# Nocciolo (araldica)
In araldica il nocciolo compare spesso, soprattutto nell'araldica civica, sia come albero che con i suoi frutti.

D'argento, al nocciolo di verde; alla bordura composta d'oro e di rosso (stemma del Baix Camp, Spagna)
D'azzurro, a due alberi incrociati di nocciolo, fruttati al naturale, sormontati da una ed accostati da due stelle d'argento a sei punte (Volano)
D'azzurro, alla graticola d'argento posta in palo, accompagnata da due rametti di nocciolo fruttati ognuno di tre nocciole d'oro, posti nella punta (Lohja, Finlandia)
Ramo di nocciolo fruttato di tre pezzi e fogliato di due pezzi d'oro (Nusse, Germania)

## Traduzioni
- Francese: noisetier
- Inglese: hazel
- Tedesco: Hasel
- Spagnolo: avellano
- Olandese: hazelaar